# ピンク・パンサー4
『ピンク・パンサー4』（Revenge of the Pink Panther）は1978年製作のアメリカ・イギリスのコメディ映画。ピーター・セラーズがクルーゾー警部を演じるピンク・パンサーシリーズの第5作で、セラーズの生前に製作された最終作である。香港をクライマックスの舞台とした、クルーゾー宅の使用人ケイトー（バート・クウォーク）の活躍編。監督ブレイク・エドワーズ。音楽ヘンリー・マンシーニ。

## ストーリー
勢力の弱体化を理由にニューヨークのマフィアから取り引きの停止を宣告されたフレンチ・コネクションのボス、ドゥーヴィエは、健在を示す必要にせまられた。そこで、勲章も受けて今やフランス大統領以上の重要人物となったパリ警察のクルーゾー主任警部の暗殺を謀る。クルーゾーはドゥーヴィエに誘き出されて車で捜査に向かうが、途中で女装の強盗ルソーに車と服を奪われてしまう。そのルソーがクルーゾーの身代わりで爆殺されてしまった為、誰もがクルーゾーが死んだと思い込んだ。
クルーゾーの言動に悩まされ精神病院に入院していたドレフュス元主任警部は、クルーゾーの死を知り症状が回復して退院、主任警部に復職を果たし、クルーゾー殺しの捜査を担当する事となる。一方、クルーゾーは自分が死んだと思われている事を利用し、隠密で捜査を開始する。クルーゾーが自宅に戻ると、使用人のケイトーはそこを売春宿にしていた。ケイトーを助手に使って捜査を続けるクルーゾーは、ドゥーヴィエの元愛人で、今は組織から命を狙われているシモーヌと知り合い手を組む。マフィアとコネクションの麻薬取り引きが香港で行われる事を突きとめたクルーゾーはシモーヌと、通訳としてケイトーを同行し香港に向かった。更に、クルーゾーが生きていると勘付いたドレフュスもその後を追った。
中国人に変装したクルーゾーは香港のホテルにチェックインすると、次にニューヨークのボスに変装し、自ら囮になりドゥーヴィエに近づく。麻薬取り引きの為にドゥーヴィエ一味と車に同乗して港へと向かったクルーゾーの後を、物売りのバイクを借用したケイトー、本物のニューヨークマフィアのボスと子分達、更に地元警察と合流したドレフュスが追い、香港市街を舞台に壮絶なカーチェイスが始まった。更に港で大騒動が繰り広げられた末に両組織とも一網打尽にされ、パリに戻ったクルーゾーは再び勲章を受けた。

## 概要
『ピンクの豹』（1963年）、『暗闇でドッキリ』（1964年）、『ピンク・パンサー2』（1975年）、『ピンク・パンサー3』（1976年）に続くシリーズ第5作。本作の公開後、1980年にクルーゾー警部役のピーター・セラーズが急死した為、本作がセラーズ生前に製作されたシリーズ最後の作品となってしまった。
本作でのクルーゾーは長年フレンチ・コネクションと敵対し、コネクションの差し向ける殺し屋を返り討ちにし続けてきた男としてコネクションから一目置かれ、数々の功績からフランス大統領より叙勲される程の名声を得ている。一方、前作で悪の大組織を築き上げて世界を危機に陥れたが、消滅光線を浴びて消え去ってしまった筈のドレフュス元主任警部（ハーバート・ロム）は、前作冒頭同様に精神病院に入院しており、あっさり復職を果たしてしまう。このドレフュスの位置付けの点の他にも前作『ピンク・パンサー3』のストーリーとの直接の繋がりを示す描写は無く、『3』の続編というよりは『3』とは異なるプロットに基づいた、もう一つの『2』の続編といえる。
ストーリーは『ゴッドファーザー』など、1970年代に人気を博したマフィア映画のパロディを基調としている。麻薬取り引きをめぐるニューヨーク・マフィアとフレンチ・コネクションの駆け引きにクルーゾーらが絡み、クライマックスでは香港を舞台にマフィア達と、クルーゾーとケイトー、ドレフュスらが入り乱れてのドタバタ活劇が繰り広げられる。
本作はバート・クウォーク演じるケイトーの大活躍編である。この頃にはシリーズの名物キャラクターとなっていたケイトーは、クルーゾーの「助手」と紹介される事が多いが、過去3度の登場ではあくまでクルーゾー宅の使用人であり、クルーゾーの捜査の助手としての役割を果たすのは本作が最初で最後である。香港のホテルや市街、港を舞台に、セラーズに引けを取らないコメディアンぶりを発揮している。
本作の後、次回作として『Romance of the Pink Panther』が企画されるが、セラーズの急死により実現しなかった。シリーズはセラーズ追悼作として『ピンク・パンサーX』（1982年）が製作された後、新たな主役としてテッド・ワス演じるスレイ刑事を配した『ピンク・パンサー5 クルーゾーは二度死ぬ』（1983年）へと続く。
日本での配給収入は6億1000万円。

## キャスト
| 役名                             | 俳優                              | 日本語吹替                                     |
| 役名                             | 俳優                              | TBS版                                          |
| -------------------------------- | --------------------------------- | ---------------------------------------------- |
| ジャック・クルーゾー主任警部     | ピーター・セラーズ                | 羽佐間道夫                                     |
| シャルル・ドレフュス主任警部     | ハーバート・ロム                  | 内海賢二                                       |
| フィリップ・ドゥーヴィエ         | ロバート・ウェッバー              | 阪脩                                           |
| シモーヌ・レグリー               | ダイアン・キャノン                | 小宮和枝                                       |
| ケイトー・フォン                 | バート・クウォーク                | 亀山助清                                       |
| クロード・ルソー                 | スー・ロイド マイケル・ベル（声） | 三ツ矢雄二                                     |
| アルゴ                           | トニー・ベックレリー              | 池田勝                                         |
| アル・マルチオーネ               | ロバート・ロッジア                | 安田隆                                         |
| 総監                             | ダグラス・ウィルマー              | 伊井篤史                                       |
| ジュリオ・スカリーニ             | ポール・スチュアート              | 伊井篤史                                       |
| フランソワ・シュヴァリエ巡査部長 | アンドレ・マランヌ                | 藤城裕士                                       |
| オーギュスト・ボールズ教授       | グレアム・スターク                | 石井敏郎                                       |
| 不明 その他                      |                                   | 巴菁子                                         |
|                                  |                                   |                                                |
| 演出                             | 演出                              | 伊達康将                                       |
| 翻訳                             | 翻訳                              | 島伸三                                         |
| 調整                             | 調整                              | 山田太平                                       |
| 効果                             | 効果                              | 藤田信夫                                       |
| 製作                             | 製作                              | 東北新社                                       |
| 初回放送                         | 初回放送                          | 1986年10月30日 『木曜ロードショー』※ノーカット |

## 備考
- 第2作『暗闇でドッキリ』以降、本シリーズのラストはケイトーのクルーゾーへの奇襲による乱闘シーンが定番であった。しかし、本作でケイトーは物語全般で十分に活躍した為か、ラストはクルーゾーの表彰シーン（ケイトーも列席）に続き、ヒロインのシモーヌとクルーゾーが恋人同士のような雰囲気で去って行く穏やかなハッピーエンドになっている。

- 主任警部に復職したドレフュスはクルーゾーを追って香港に飛ぶが、最後はクルーゾーに向けて拳銃を乱射してしまう。その後にどのような処遇を受けたかは不明だが、総監、フランソワ刑事らが居並ぶクルーゾーの表彰シーンでは姿が見えないので、再び精神病院に収監されたものと推測される。

- 毎回役柄を変えて出演するグレアム・スタークは、本作ではクルーゾーの変装用具を製作するボールズ教授として登場する。このキャラクターは前作『ピンク・パンサー3』でハーヴェイ・コーマンが演じて撮影されていたが、編集でカットされた為、本作が初登場となる。コーマンによるカットシーンは次作『ピンク・パンサーX』に流用され、更にコーマンは続く『ピンク・パンサー5 クルーゾーは二度死ぬ』でもボールズを演じた。10年後の『ピンク・パンサーの息子』（1993年）では再びスタークが演じている。

- アニメモンタナ・ジョーンズ第10話「チャイナタウンに手を出すな」において、この映画のカーチェイスをイメージしたような描写が終盤にて見られる。